# 용인성서교회
용인성서교회(龍仁聖書敎會, Yongin Seongseo Church )는 경기도 용인시 처인구 원삼면 맹리에 있는 한국성서선교회 소속 교회이다. 일립 강태국 목사가 6·25전쟁 후의 국토 재건과 용인 지역의 주민들에게 복음을 전달할 목적으로 경기도 용인시 처인구 원삼면 사암리에 농도원과 복음중학교, 에덴교회를 설립하였다. 이후 맹리 지역에서 에덴교회까지 거리가 먼 관계로 맹리 지역 신자들을 위하여, 김태환 목사가 1963년 4월 23일 맹리 지역 개인 집에서 예배드린 것이 용인성서교회의 시작이다. 1990년대 초 경기도 용인시 처인구 원삼면 맹리 내촌에서 행군으로 교회를 이전하고 맹리성서교회를 용인성서교회로 교회 이름을 변경하였다. 현재 담임은 김용호 목사이다.

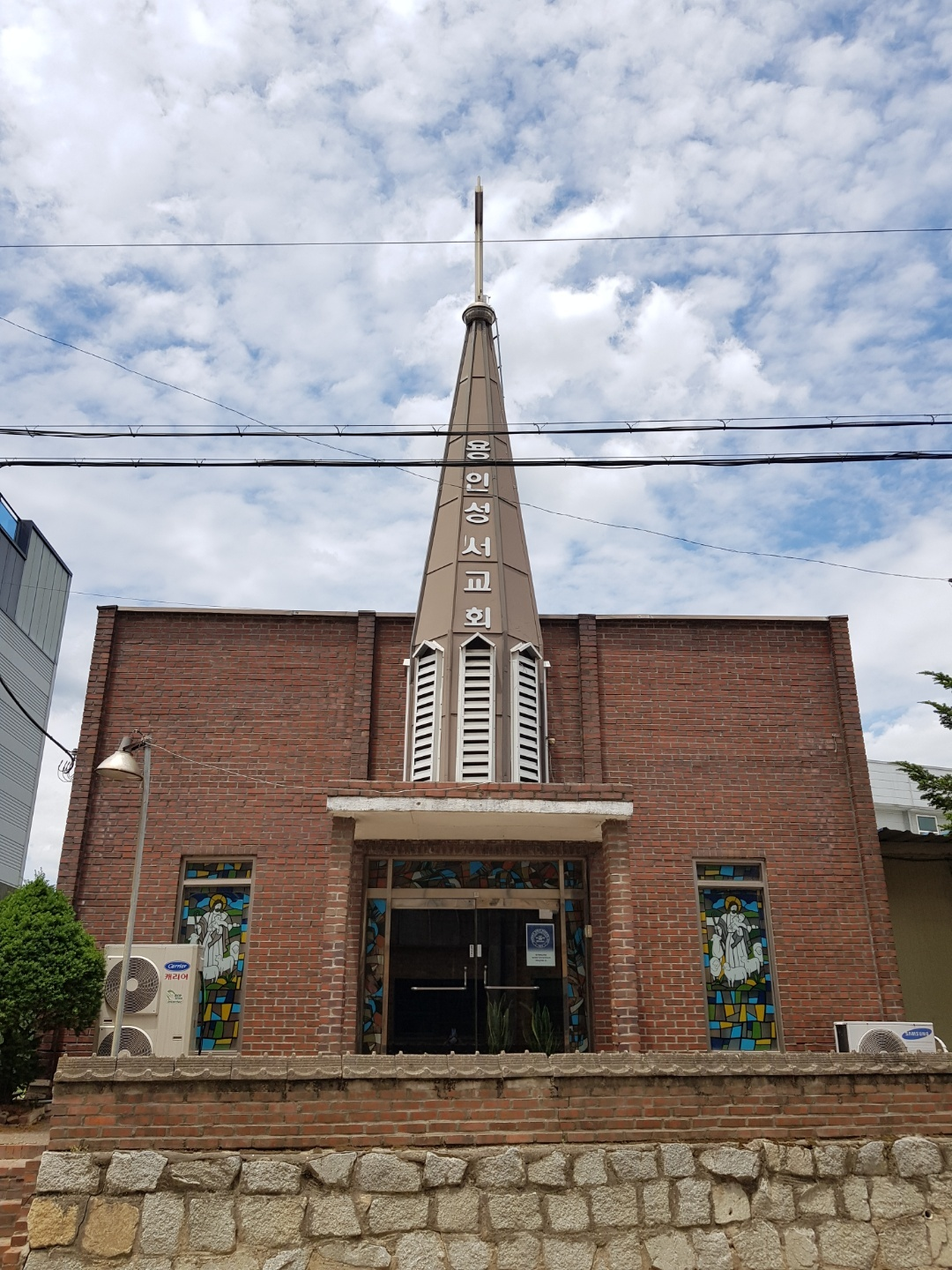
용인성서교회

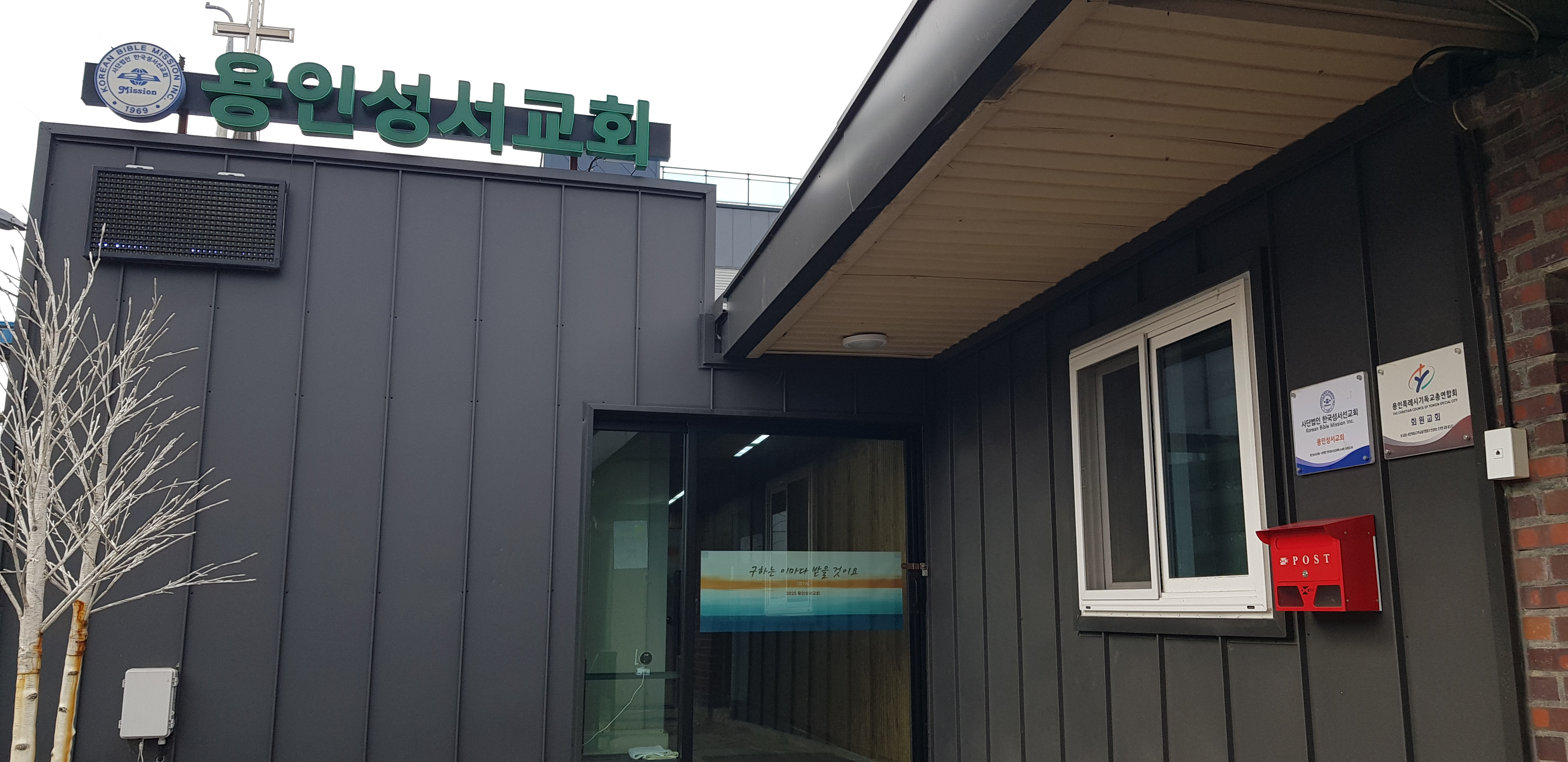
용인성서교회

## 교회 사역
원삼면 지역 주민을 대상으로 행복한 가정 세미나 등을 개최하고 있다. 선교 활동으로 미자립 교회를 지원하고 있으며, 일본과 중국에서의 국외 선교 활동을 지원하고 모스크바와 키예프에 있는 신학교를 지원하고 있다.

## 담임목사
현재 김용호 목사가 담임이다. 사단법인한국성서선교회의 총무이다.

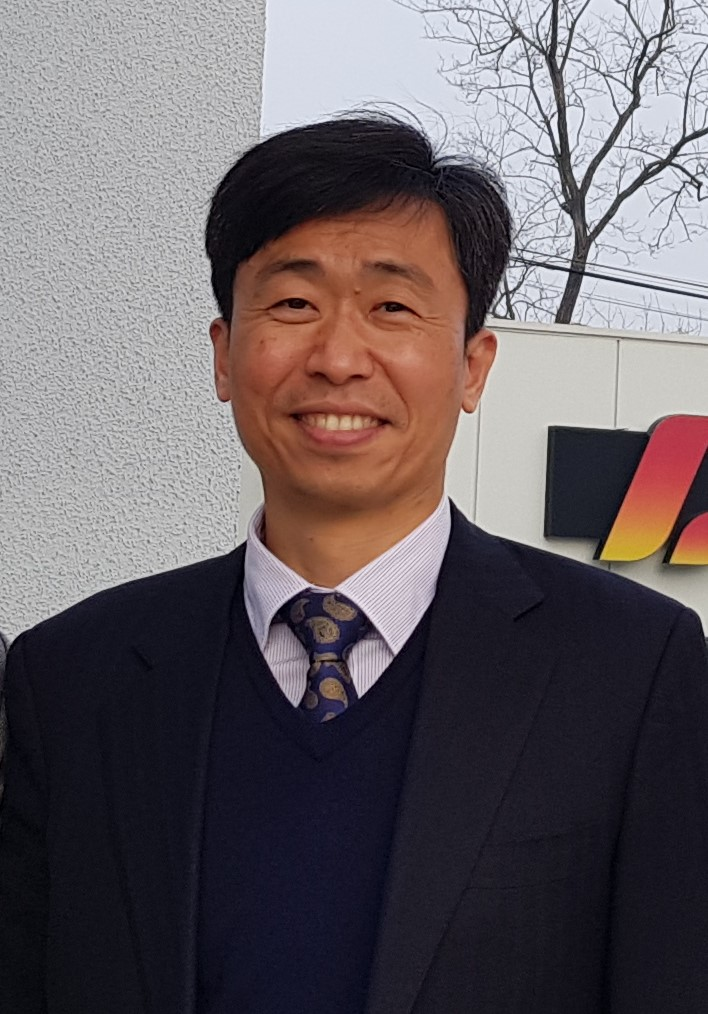
김용호목사 용인성서교회

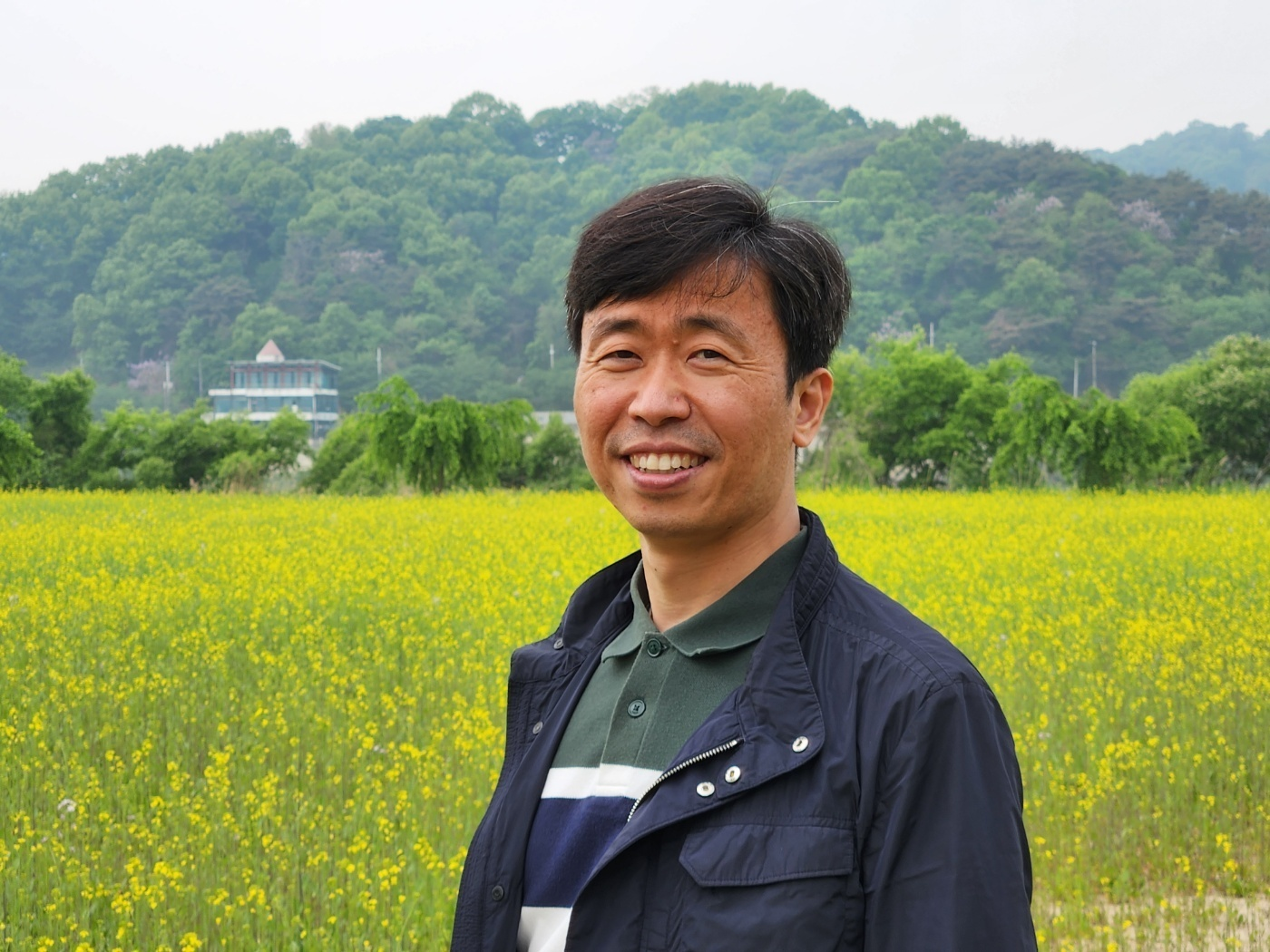
용인성서교회 김용호 목사

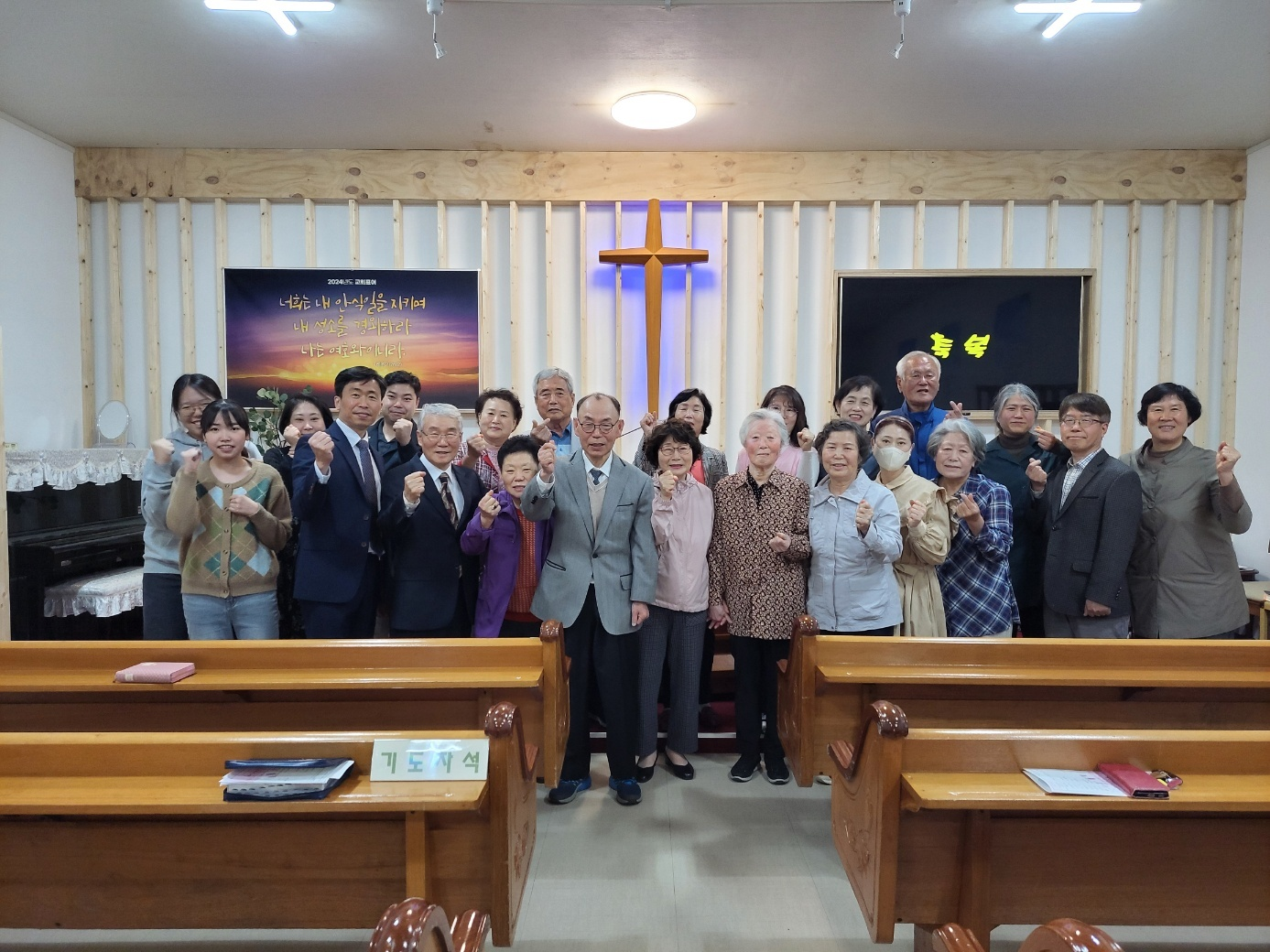
용인성서교회 성도들

## 같이 보기
- 한국성서대학교
- 강태국
- 한국성서선교회

## 참고문헌
- 한국학중앙연구원 - 향토문화전자대전